# کوه رانگل
کوه رانگل (به انگلیسی: Mount Wrangell) یک کوه و آتشفشان در ایالات متحده آمریکا است که در آلاسکا واقع شده‌است.